# 秦テルヲ

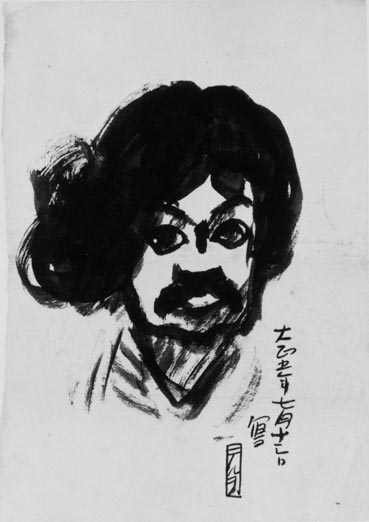
秦テルヲ自画像

秦 テルヲ（はだ てるを、明治20年（1887年）3月20日 - 昭和20年（1945年）12月26日）は、明治から昭和にかけて活動した日本画家。本名、輝男。
名前の読みについては、広島市内の秦姓はすべて静音で「はた」と読むというが、テルヲ自身は「はだ」と濁音で読ませた。

## 経歴
明治20年3月20日広島市に生まれる。幼少期に一家で京都市に移住するが、まもなく父が死去。貧困の中で明治37年京都市美術工芸学校（現・京都市立芸術大学）図案科を卒業する。千總の輸出用ビロード工場に勤める傍ら、京都や神戸の貧困街や労働者の写生に励む。
明治42年、前衛的な日本画家たちの研究会と展覧会を目的に千種掃雲らによって結成された「丙午画会」に参加。また、日本画家（土田麦僊ら）と洋画家（津田青楓ら）による研究会「黒猫会」に参加したほか、榊原紫峰、野長瀬晩花、平井楳仙や京都大学の若い文学研究者らと「バトサヤ」を結成したが、両会はまもなく解散消滅し、以後は個展発表を中心に活動するようになる。

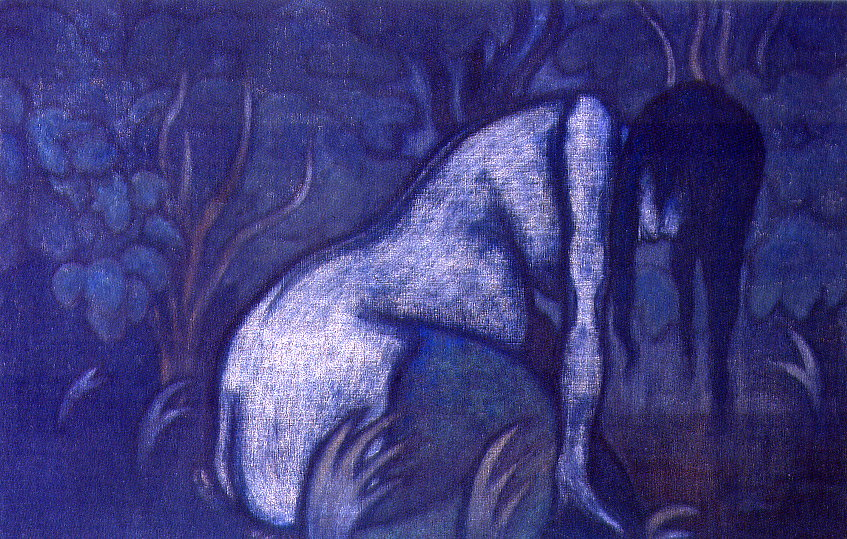
《血の池》大正6年頃、京都国立近代美術館蔵

この頃から漂泊生活を送っており、女性問題を起こして京都から大阪に逃げ、神戸に住まうこともあり、ついには吉原研究のために東京へ向かった。本人も奇抜な風貌や言動で知られた。
大正元年第2回個展では「アゝ酒、と女、と腐れた肉」等と記したパンフレットの通りのセンセーショナルな画題のため警察に呼び出され、また大正4年には京都の文展会場前に京都カフェータワーと称する天幕を張り、野名瀬晩花と「バンカ・テルヲ展」を開催して反官展の姿勢を鮮明にした。
大正6年頃から、作品のモチーフには娼婦などの虐げられた女性達を選ぶようになり、人生や社会の暗部を暴くとともに、弱者への共感と同情を表現主義的手法で描いた。代表作《血の池》（大正6年頃）など。

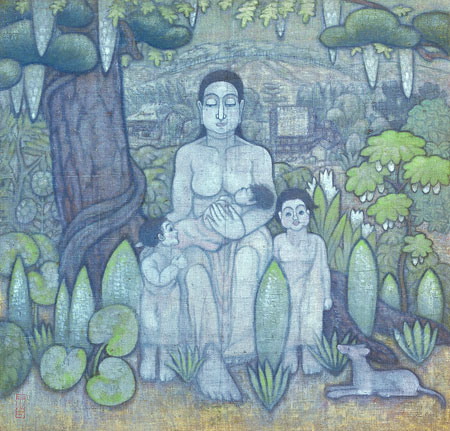
《慈悲心鳥の唄》大正12年頃

大正9年(1920)、子供が生まれたことを機に仏教研究を目的として奈良に近い京都府愛楽郡に居を定め、ゴーギャンの影響を受けながら、次第に宗教的題材の作品へと転じていく。
大正10年(1921)、京都府相楽郡加茂町、その後近くの瓶原村（共に現木津川市）に移住し、その地の風景画も多く残した。
昭和4年(1929)には京都市北白川に移り、光明を求めてひたすら仏画を描くようになった。その後は闘病生活を送り、終戦間近には病床で戦中絵日記や鬼気迫る自画像の数々を描いた。
昭和20年、58歳で死去。